# 私法自治原則
私法自治原則指公共事務範圍外私人領域之法律關係，應任由私人自行建立及變更，尊重當事人之自由與自主，國家盡量不應加以干預，只能消極維持基本之秩序。
私法自治原則奠基於十八世紀個人主義、自由主義之政治思潮，與資本主義之經濟思潮二者相結合所生之產物，認為每一個人，權利之取得與負擔，均為「自我決定」與「自我負責」之表現，應聽其自由，不受干預。

## 私法自治之派生原則
由私法自治，派生出三大次位原則：
1. 所有權絕對原則：私有財產制下，所有權不可任意侵犯，故所有人對其所有之物行使權利及管領支配，均享有自由，不受他人任意干涉[1]。
2. 契約自由原則：契約為雙方當事人合意而成立之法律行為，乃實現私法自治原則最重要的手段。故當事人是否要締結契約、締約之對象與方式、內容為何，均由當事人自行決定。
3. 過失責任原則：唯有故意或過失發生損害他人行為，始負損害賠償的責任，故若無法證明個人之過失或故意，則不應要求其負起賠償所致損害之責任。

## 私法自治之修正
由於資本主義發達，引發之自由競爭、雖促成經濟發展，但日益產生之社會問題，也凸顯該原則之缺失，故促使法學界產生修正私法自治原則之議如下:
- 重視契約正義：過去契約自由保障當事人之間締約協商成立契約，但雙方地位不對等情況下，契約內容常由地位優勢一方決定，他方無奈僅能選擇接受或拒絕，導致自由意願大受影響。因此，民法設有誠實信用原則，以兼顧契約自由之餘，亦注重契約正義。
- 所有權社會化：所有權之行使，須顧及社會之公共利益，禁止權利濫用。
- 增訂無過失責任：因侵權行為須由被害人就加害人之過失負舉證責任，若無法證明過失存在時即無從獲得損害賠償。但在現代社會商品製造或公害以及醫療糾紛等事件中，因專業知識與經濟能力之差距，導致被害人難以舉證，故有衍生「推定過失責任」（即舉證責任倒置，由加害人負責證明自己並無過失）與「無過失責任」 （當加害人之行為具相當危險性時，對所造成之損害縱無過失，亦應負責）之規定。